# Тесфає Гебреєсус
Тесфає Гебреєсус Діфуе (англ. Tesfaye Gebreyesus Difue, 1935 — 24 серпня 2019) — ефіопсько-еритрейський футбольний арбітр. Арбітр ФІФА у 1970—1989 роках.

## Кар'єра
Працював у таких міжнародних турнірах:
- Кубок африканських націй 1970 (фінал)
- Молодіжний чемпіонат світу 1977 (1 матч)
- Кубок африканських націй 1978 (1 матч)
- Кубок африканських націй 1980 (фінал)
- Молодіжний чемпіонат світу 1981 (1 матч)
- Олімпійські ігри 1984 (1 матч)
- Кубок африканських націй 1988 (1 матч)

З 1996 року був президентом Еритрейської футбольної асоціації.
Помер 24 серпня 2019 року в Асмарі, Еритрея.